# Hassan Kaddah
Hassan Walid Kaddah (arabisch حسن وليد قداح, DMG Ḥasan Walīd Qaddāḥ; * 1. Mai 2000) ist ein ägyptischer Handballspieler, der auf der Position des linken Rückraumspielers eingesetzt wird.

## Karriere

### Verein
Hassan Kaddah spielt seit 2018 für den ägyptischen Spitzenklub Zamalek SC, mit dem er von 2019 bis 2022 die nationale Meisterschaft, 2022 den nationalen Supercup, 2019 die CAHB Champions League, 2022 den CAHB-Pokal der Pokalsieger sowie 2019 und 2021 den CAHB Supercup gewann. Im Oktober 2022 wurde der 2,05 m große Rechtshänder für den IHF Super Globe 2022 an den saudi-arabischen Verein Khaleej Club ausgeliehen. Mit 45 Treffern wurde er bester Torschütze des Turniers.
Zur Saison 2023/24 unterschrieb er einen Vertrag über vier Jahre beim polnischen Rekordmeister Industria Kielce. Mit Kielce gewann er 2025 den polnischen Pokal.

### Nationalmannschaft
Mit der ägyptischen Jugendnationalmannschaft gewann Kaddah, der mit 51 Toren Torschützenkönig und Mitglied im All-Star-Team wurde, die U-19-Weltmeisterschaft 2019. Im gleichen Jahr wurde er mit der Juniorenauswahl Dritter bei der U-21-Weltmeisterschaft 2019.
Mit der ägyptischen A-Nationalmannschaft gewann er die Afrikameisterschaften 2020 und 2022. Bei den Mittelmeerspielen 2022 errang die Auswahl die Silbermedaille. Bei den Olympischen Spielen in Tokio unterlag er mit dem Team im Spiel um Bronze der spanischen Mannschaft. Bei der Weltmeisterschaft 2021 und der Weltmeisterschaft 2023 schied er mit Ägypten im Viertelfinale aus. Bisher bestritt er 49 Länderspiele, in denen er 48 Tore erzielte.